# Лесовое (Турьянский старостинский округ)
Лесовое (укр. Лісове) — село в Бусской городской общине Золочевского района Львовской области Украины.
Население по переписи 2001 года составляло 43 человека. Занимает площадь 0,72 км². Почтовый индекс — 80523. Телефонный код — 3264.